# レイリー長

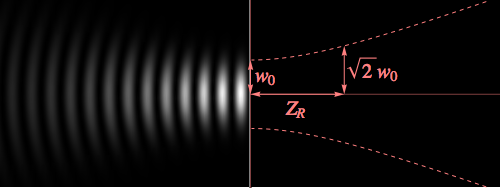
左：ガウシアンビームの強度分布。右：ビーム径をビーム軸方向の距離で表したもの。 : ビームウエスト; : レイリー長

レイリー長（レイリーちょう、Rayleigh length, Rayleigh range）は光学や特にレーザー科学において重要となる用語で、ビームの断面積が集光点における断面積の２倍になる位置とビームの集光点の間の距離である。レイリー長はガウシアンビームにおいて特に重要である。

## 説明
{\displaystyle {\hat {z}}} 軸方向に伝播する真空中のガウシアンビームのレイリー長は以下の式で表される。
{\displaystyle z_{\mathrm {R} }={\frac {\pi w_{0}^{2}}{\lambda }}}
ここで{\displaystyle \lambda }は波長 であり{\displaystyle w_{0}}は集光点におけるビーム径である（ビームウエスト）。この式はビームウエストが波長程度がそれ以上のときになりたつ： {\displaystyle w_{0}\geq 2\lambda /\pi }
集光位置からの距離が z の位置におけるビーム径は 以下の式で表される。
{\displaystyle w(z)=w_{0}\,{\sqrt {1+{\left({\frac {z}{z_{\mathrm {R} }}}\right)}^{2}}}}
{\displaystyle w(z)}の最小値は{\displaystyle w(0)=w_{0}}である。定義のとおり、集光位置からの距離がレイリー長{\displaystyle z_{\mathrm {R} }}のとき、ビーム径は{\displaystyle {\sqrt {2}}}倍になり断面積は2倍となる。

## 関連する量
ガウシアンビームの発散角をラジアンの単位で表すと、レイリー長を用いて以下のように表される。
{\displaystyle \Theta _{\mathrm {div} }\simeq 2{\frac {w_{0}}{z_{R}}}}
集光点のビーム径は以下のようになる。
{\displaystyle D=2\,w_{0}\simeq {\frac {4\lambda }{\pi \,\Theta _{\mathrm {div} }}}}
これらの式は近軸近似が成り立つ限り有効である。発散角が非常に大きいビームの場合、ガウシアンビームのモデルは正確ではなくなり、物理光学理論による解析が必要である。